# Hannelore Cyrus
Hannelore Cyrus (* 7. Februar 1935; † 28. April 2020) war eine deutsche Sozialwissenschaftlerin und Historikerin.

## Leben
Nach einem Studium im zweiten Bildungsweg arbeitete Hannelore Cyrus ab 1979 als Lehrbeauftragte und als Wissenschaftliche Assistentin an der Universität Bremen im Studiengang Sozialwissenschaften. Ihre Arbeitsschwerpunkte waren historische Frauenforschung, Kriminologie und empirische Sozialforschung. Darüber hinaus war sie freie Mitarbeiterin im Wissenschaftsfunk von Radio Bremen. Sie war Mitbegründerin des Kultur-, Kommunikations- und Bildungszentrums für Frauen „belladonna“ in Bremen und Vorstandsvorsitzende des Vereins von seinem Bestehen an. Cyrus war die Autorin zahlreicher wissenschaftlicher Publikationen.
Hannelore Cyrus lebte in der niedersächsischen Gemeinde Stuhr, südlich von Bremen. Sie starb Ende April 2020 im Alter von 85 Jahren. Sie liegt auf dem Riensberger Friedhof in Bremen-Schwachhausen begraben.

## Veröffentlichungen
- Laienhelfer im Strafvollzug. Eine empirische Untersuchung. Beltz, Weinheim / Basel 1982, ISBN 3-407-58141-6 (Hochschulschrift; zugleich Dissertation, Universität Bremen, 1981, unter dem Titel: Die fremden Freunde – Laienhelfer im Strafvollzug.)
- Denn ich will aus mir machen das Feinste. Malerinnen und Schriftstellerinnen im 19. Jahrhundert. Verlag in der Sonnenstrasse, Bremen 1987, ISBN 3-926768-00-2
- [Auguste Kirchhoff], Verena Steinecke, Hannelore Cyrus [Hrsg.]: Ein Weib wie wir?! Auguste Kirchhoff (1867 - 1940). Ein Leben für den Frieden und die Rechte der Frauen. Verlag in der Sonnenstraße, Bremen 1989, ISBN 3-926768-01-0
- Hannelore Cyrus u. a. (Hrsg.): Bremer Frauen von A bis Z. Kurzbiographien. Verlag in der Sonnenstraße, Bremen 1991, ISBN 3-926-768-02-9.
- Historische Akkuratesse und soziologische Phantasie. Eine Methodologie feministischer Forschung. Helmer, Königstein/Taunus 1997, ISBN 3-927164-95-X
- Frei geboren – 1000 Jahre Bremer Frauengeschichte. Verlag in der Sonnenstraße, Bremen 1997, ISBN 3-926768-03-7.
- "Fürstin" Mathilde Plate. Ein (un)gewöhnliches Frauenleben vom deutschen Kaiserreich bis zur Bundesrepublik Deutschland. Hauschild, Bremen 2000, ISBN 3-89757-034-3
- Zwischen Tradition und Moderne. Künstlerinnen und die bildende Kunst in Bremen bis Mitte des 20. Jahrhunderts. Hauschild Verlag, Bremen 2005, ISBN 3-89757-262-1.
- Die Fackel weitertragen! Der Deutsche Frauenbund für alkoholfreie Kultur von 1900 in Bremen. Seine Frauen, seine "Führerinnen" und seine "Ottilien". Books on Demand GmbH, Norderstedt 2006, ISBN 3-8334-6195-0.
- Die Liebe höret nimmer auf. Künstlerpaare, die Liebe und die Liebe zur Kunst. 1. Auflage. BoD, Norderstedt 2010, ISBN 978-3-8391-5561-5 (online bei Google Bücher).